# Arroyo Andrews
El arroyo Andrews es una corriente de agua de deshielo en la Tierra de Victoria de la Antártida Oriental. Fluye en dirección sur a lo largo del borde oriental del glaciar Canadá hasta el extremo occidental del lago Fryxell en el valle Taylor.
El arroyo Andrews recibió su nombre a sugerencia de la hidróloga estadounidense Diane Marie McKnight, jefa del equipo del Servicio Geológico de los Estados Unidos, que examinó el sistema fluvial del lago Fryxell en el valle Taylor entre 1987 y 1994. Lleva el nombre del hidrólogo estadounidense Edmund Andrews, quien realizó estudios sobre la hidrología de los glaciares en la zona del lago Fryxell de 1987 a 1988 y de 1991 a 1992 durante la temporada de verano.